# Almont-les-Junies
Almont-les-Junies é uma comuna francesa na região administrativa de Occitânia, no departamento de Aveyron. Estende-se por uma área de 23,75 km². Em 2010 a comuna tinha 474 habitantes (densidade: 20 hab./km²).